# New Zealand Journal of Crop and Horticultural Science
New Zealand Journal of Crop and Horticultural Science is een internationaal, aan collegiale toetsing onderworpen wetenschappelijk tijdschrift op het gebied van de landbouwkunde en tuinbouw. De naam wordt in literatuurverwijzingen meestal afgekort tot N. Z. J. Crop Hortic. Sci.. Het wordt uitgegeven door DSIR Publishing namens de overheid van New Zealand en verschijnt 4 keer per jaar.